# Omoutninsk
Omoutninsk (en russe : Омутнинск) est une ville de l'oblast de Kirov, en Russie, et le centre administratif du raïon d'Omoutninsk. Sa population s'élevait à 22 892 habitants en 2013.

## Géographie
Omoutninsk est arrosée par la rivière Omoutnaïa, un affluent de la Viatka, et se trouve à 146 km à l'est de Kirov et à 934 km au nord-est de Moscou.

## Histoire
Omoutninsk est fondée en même temps qu'une usine sidérurgique, en 1773. Elle accéda au statut de ville en 1921.

## Population
Recensements (*) ou estimations de la population
| 1926* | 1939*  | 1959*  | 1970*  | 1979*  |
| ----- | ------ | ------ | ------ | ------ |
| 6 373 | 17 383 | 24 789 | 28 777 | 28 497 |

| 1989*  | 2002*  | 2010*  | 2012   | 2013   |
| ------ | ------ | ------ | ------ | ------ |
| 29 248 | 26 065 | 23 615 | 23 195 | 22 892 |

## Économie
L'activité économique repose sur l'Usine métallurgique d'Omoutninsk (en russe : Омутнинский металлургический завод, Omoutninski metallourguitcheski zavod, OMZ), mise en service en 1773. Elle est spécialisée dans les produits laminés et compte parmi ses clients de grandes entreprises comme les constructeurs d'automobiles VAZ et GAZ. Un Institut de biochimie appliquée se trouve près d'Omoutninsk. 

## Transports
Omoutninsk est desservie par la voie ferrée Verhnekamskaïa - Iar.